# 風音 (映画)
『風音』（ふうおん、The Crying Wind）は、2004年の日本映画。上映時間は106分。シグロ配給で2004年7月31日に公開された。
原作、脚本は目取真俊。第28回モントリオール世界映画祭のワールドコンペティションへ正式招待され、イノベーション賞を受賞。アジアフォーカス・福岡映画祭2004にも正式招待された。
この作品のDVDは、2005年8月5日に発売された。

## キャスト
- 当真清吉：上間宗男[1]
- 藤野志保：加藤治子、加藤未央（少女時代）
- 島崎和江：つみきみほ
- 島崎久秋：光石研
- 石川区長：北村三郎
- 金城マカト：吉田妙子
- 耳切おじー：治谷文夫
- 加納真一：細山田隆人
- アキラ：島袋朝也
- マサシ：伊集朝也

## スタッフ
- 監督：東陽一
- 企画・製作者：山上徹二郎
- 脚本：目取真俊
- 撮影：蔦井孝洋
- 美術：吉田悦子
- プロダクションマネージャー：佐々木正明
- ラインプロデューサー：池原健
- 照明：疋田ヨシタケ
- 整音：柴崎憲治
- 製作担当：森崎裕司
- 装飾：柴田博英
- 録音：鶴巻仁
- 助監督：兼重淳
- 製作：シグロ、テレシス、衛星劇場